# 徐應登
徐应登（1564年11月16日—1619年），字念之，号惺勿，浙江紹興府餘姚縣龙泉乡马堰村人。明朝官员。

## 生平
万历十三年（1585年）乙酉科浙江乡试第十一名舉人，二十九年（1601年）中辛丑科三甲八十八名进士，授广东增城县知县，三十三年改任江西泰和县知县，三十八年行取考选，四十年擢湖广道监察御史，巡视皇城四门，四十年十二月巡按應天。四十七年卒于巡按廣東任上。

## 轶事
据传明神宗祭祖下拜时，立在一旁的太监，按例应为皇上拽袍，但太监未拽。徐应登见到，甚怒，一脚将太监踢倒。神宗说：“徐应登你要殿中执法吗？”于是敕授徐应登“殿中执法”匾额一块。

## 家族
曾祖徐謹。祖父徐春。父徐士光。